# مد العواصف في بحر الشمال

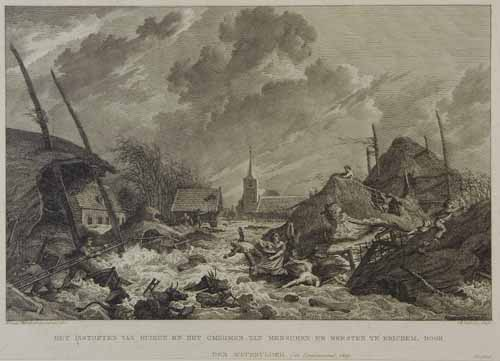
فيضان هولندا 1809م

مد العواصف هو مد مع فترة فيضان عالية ناجمة عن العاصفة. ومد العواصف قد يكون خطراً شديداً على الساحل والناس الذين يعيشون على طوله، ومستوى المياه يمكن أن يرتفع إلى أكثر من 5 أمتار (17 قدم) فوق المد الطبيعي.
بحر الشمال وخصوصاً هولندا، شمال ألمانيا والدانمارك بشكل خاص عرضة لاقتحام المد والجزر. ويمتد ساحل الخليج الألماني على شكل حرف (L) الإنجليزي بمواجهة الشمال الغربي. وجنوب بحر الشمال بين إنجلترا وهولندا عرضة أيضاً لهذه العواصف، حيث تكون المياه ضحلة ومتمركزة بين الأرض. ولحماية المناطق المنخفضة على طول الساحل، تم بناء سدود مائية طويلة وعالية. والمد والجزر العاصفي في هذه المناطق حدثاً عادياً، وعادة يكون هناك العديد منه كل شتاء، معظمها لا يسبب أضراراً كبيرة.